# Faidiva de Tolosa
Faidiva de Tolosa (1133-1154) (también escrito Faydiva) fue una noble de la casa de Tolosa, relacionada por matrimonio a la casa de Saboya.

## Nacimiento y ascendencia
Ella era la hija de Alfonso Jordán y Faidiva de Uzes, conde y condesa de Tolosa. 

## Matrimonio
Se casó en enero de 1152 con Humberto III de Saboya, de la que fue la primera esposa. Pero ella murió, con veintiún años sin tener hijos, y Humberto III se volvería a casar.